# Jencarlos Canela
Jencarlos Canela (Miami, Florida, Estats Units, 21 d'abril del 1988) és un actor i cantant cubà.
Va començar la seva carrera musical als 12 anys, amb la banda de Miami Boom Boom Pop. L'any 2002 va començar a grava cançons com a solista. Va actuar a cerimònies de Miss Món 2004. L'any 2006 va ser elegit per protagonitzar un anunci de la televisió de Ford.
L'any 2013 va firmar un contracte exclusiu amb Universal Music Group, empresa amb la qual llançarà la seva tercera producció discogràfica. Entre 2008 i 2009 va participar en la telenovel·la Doña Barbara i el 2010 va protagonitzar Más sabe el diablo conjuntament amb Gaby Espino i Miguel Varoni.

## Trajectòria
Televisió
- Pecados ajenos (2007/2008) - Alfredo "Freddy" Torres
- Doña Bárbara (2008) - Asdrúbal
- Más sabe el diablo (2009/2010) - Ángel Salvador 'el Diablo' / Salvador Domínguez
- Perro amor (2010) - Jencarlos Canela
- Mi corazón insiste en Lola Volcán (2011) - Andrés Santacruz / Andrés Suárez
- Pasión prohibida (2013) - Bruno Hurtado

Cinema
- Más sabe el diablo: El primer golpe (2010) - Ángel Salvador, el Diablo
- Hunted by Night (2010) - Brandon